# Hanami
Hanami (花見, lit. "contemplar as flores") é o costume tradicional japonês de contemplar a beleza das flores, sendo que "flor" neste caso quase sempre significa sakura ou umê entre fim de março e começo de maio, o sakura floresce por todo o Japão, e por volta de primeiro de fevereiro na ilha de Okinawa, no sul. A previsão de florescimento (桜前線, sakurazensen, lit. frente de florescimento do sakura) é anunciada todos os anos pela Agência Meteorológica do Japão e é observada cuidadosamente por aqueles que planejam fazer o hanami, visto que ela floresce apenas uma ou duas semanas. No Japão moderno, o hanami consiste basicamente em festas ao ar livre debaixo do sakura durante o dia ou a noite. O hanami à noite é chamado yozakura (夜桜, lit. sakura noturno). Em muitos lugares, como o Parque Ueno, lanternas de papel temporárias são suspensas para realizar o yozakura. Na ilha de Okinawa, lanternas elétricas decorativas são presas nas árvores para o divertimento noturno, tais como nas árvores do Monte Yae, perto da cidade de Motobu, ou no Castelo Nakajin.

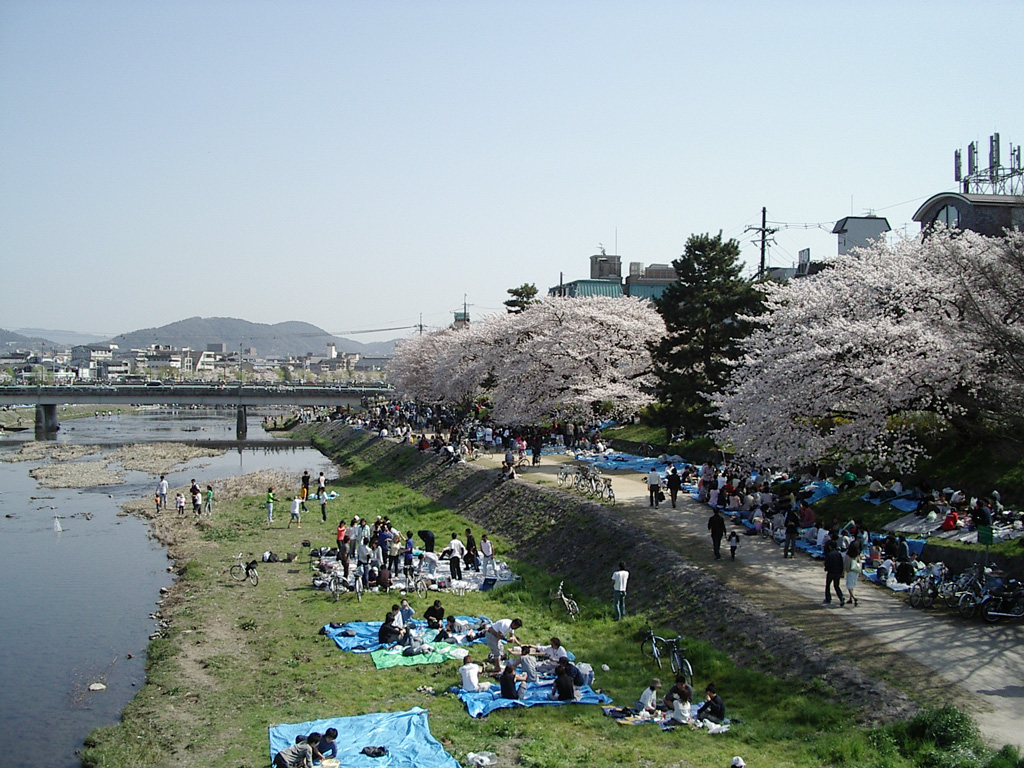
Festa Hanami acontecendo a longo do Rio Kamo.

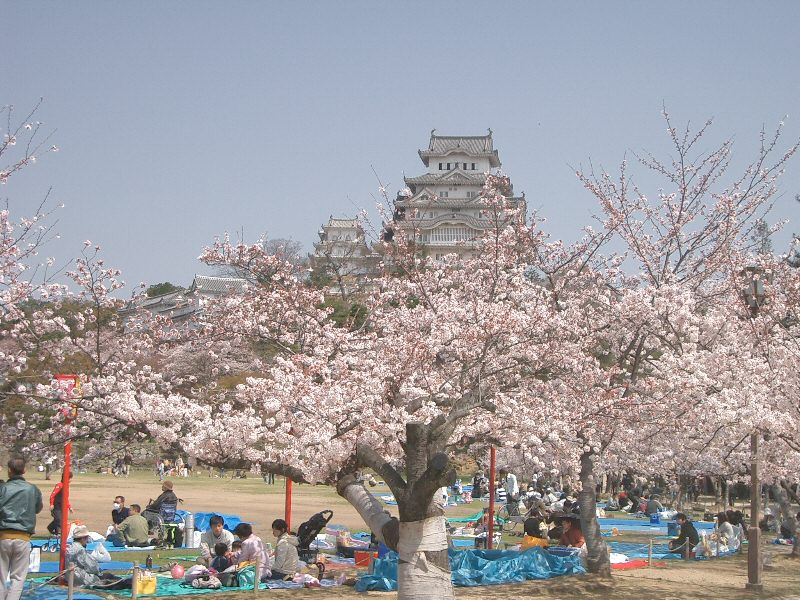
Castelo de Himeji

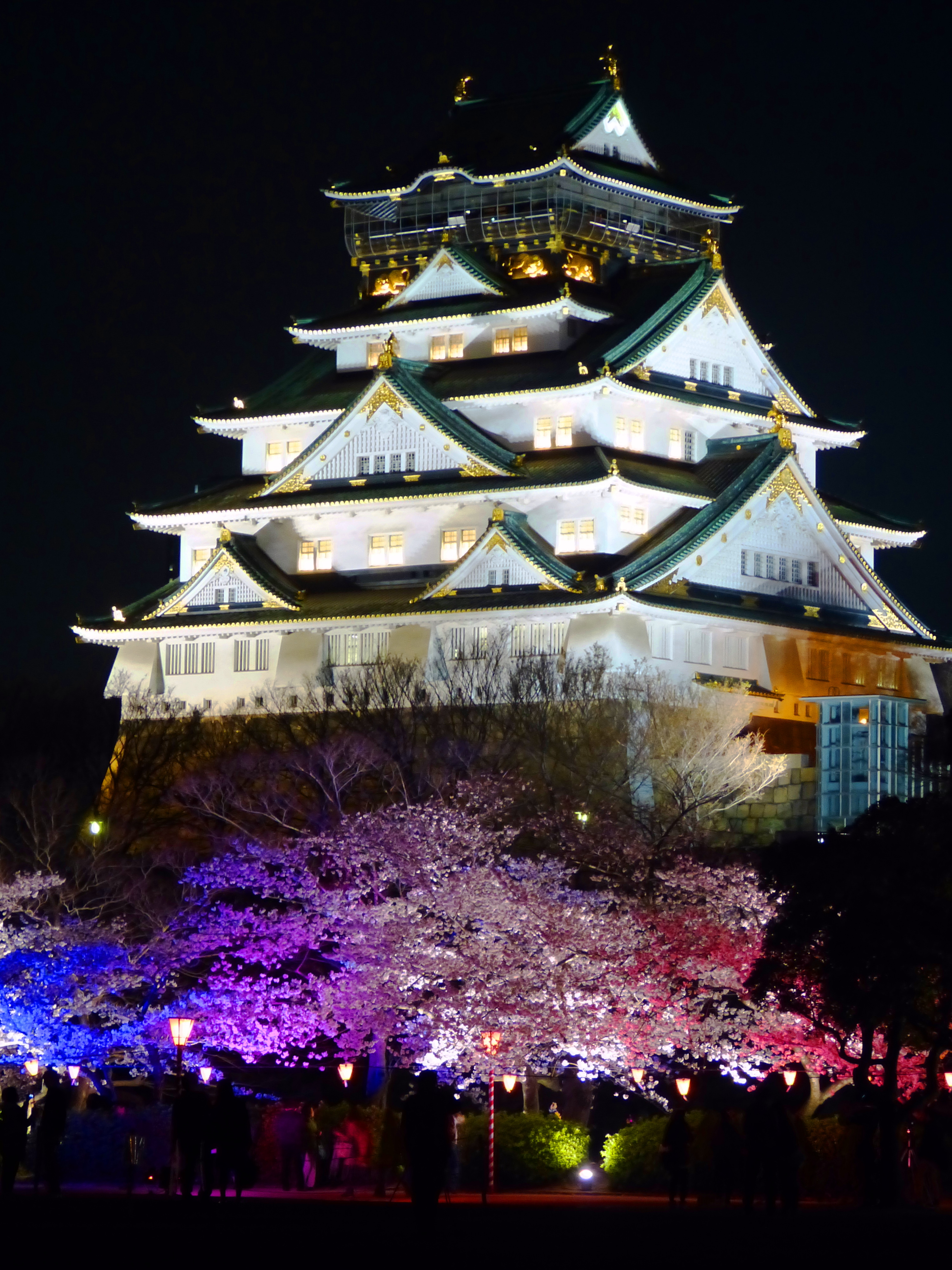
Castelo de Osaka

Uma forma mais antiga do hanami também existe no Japão, que é a contemplação da ameixoeira (梅 ume). Este tipo de hanami é popular entre as pessoas mais velhas, pois são mais calmas do que os festivais do sakura, que normalmente envolvem pessoas mais jovens e podem às vezes ser lotadas e barulhentas.

## História
"Nesses dias da primavera,
quando a luz tranquila envolve
as quatro direções,
por que as flores se espalham
com esses corações inquietos?

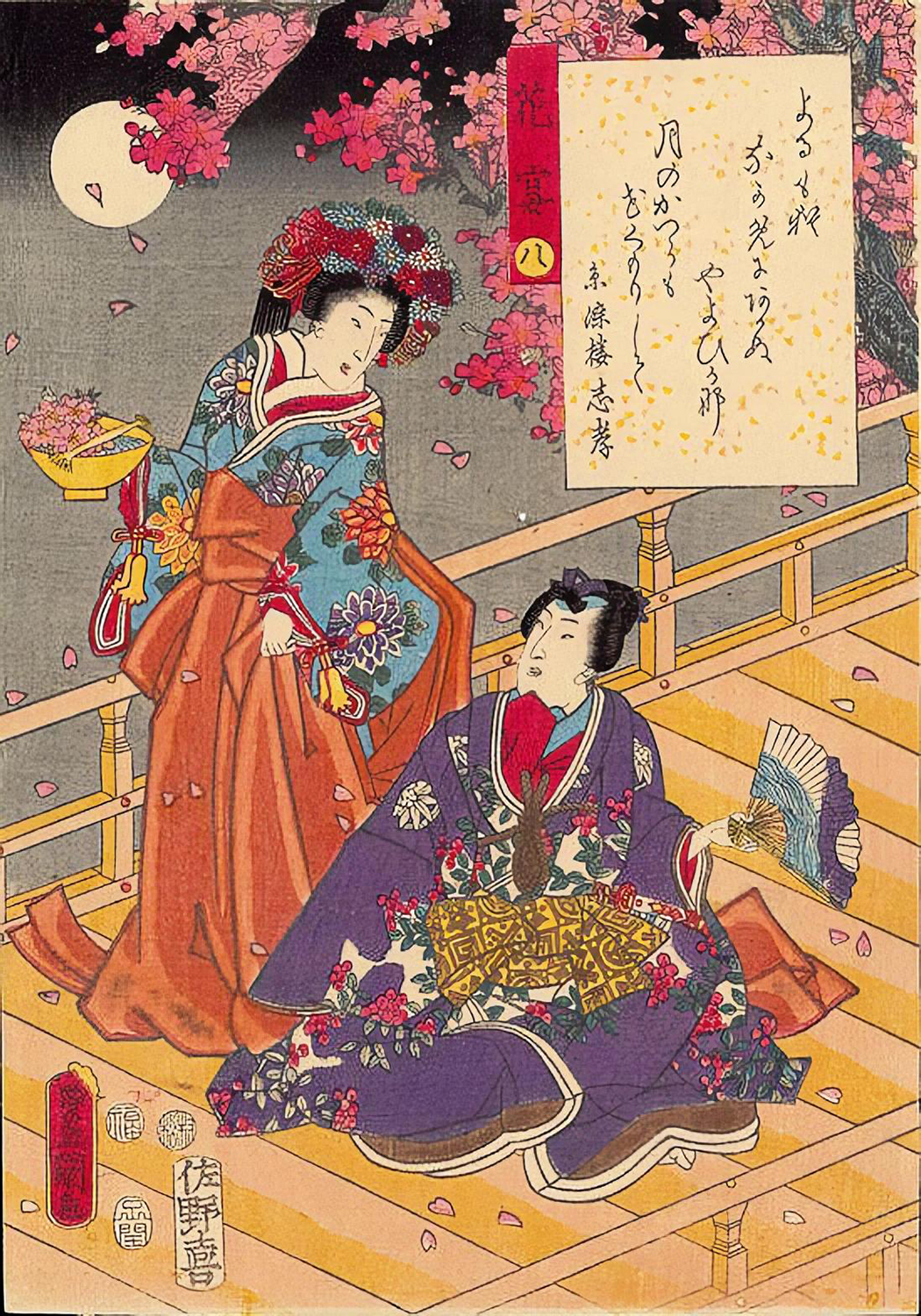
Pintura de ukiyo-e de Genji Monogatari, cap. 20 - 花宴 Hana no En, "Sob as cerejeiras florindo", pelo artista Kunisada (1852).

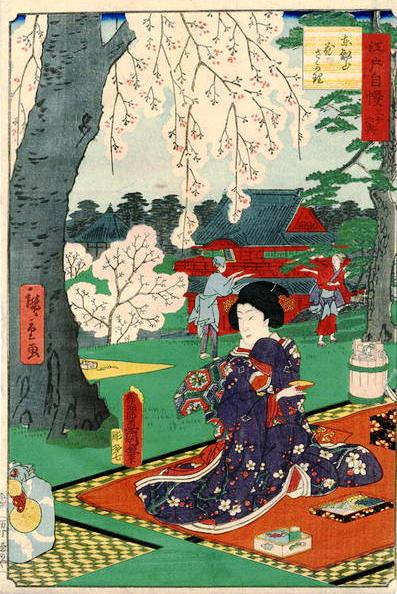
HanamiBentō　Hiroshige

A prática do hanami é feita há muitos séculos. Dizem que o costumo começou durante o período Nara (710 - 794) quando era o florescimento do ume que as pessoas admiravam no começo. Mas no período Heian (794 - 1185), a sakura começou a atrair mais atenção e o hanami virou sinônimo de sakura. A partir de então, no waka e no haikai, "flores" significam "sakura".
Hanami foi usado pela primeira vez como um termo análogo à contemplação do florescer da cerejeira no romance Genji Monogatari. Embora uma festa de contemplação de wisteria tenha sido também descrita, deste ponto em diante os termos "hanami" e "festa da flor" foram usados apenas para descrever a contemplação do florescer da cerejeira.
O sakura era originalmente usado para comemorar a colheita e para anunciar a estação de plantação de arroz. As pessoas acreditavam no kami no interior das árvores e faziam oferendas. Depois, eles passaram a oferecer saquê.
O Imperador Saga do período Heian adotou esta prática e organizou festas de contemplação de flores com sakê e banquetes de baixo das flores das árvores de sakura na Corte Imperial de Kyoto. Poemas seriam escritos louvando as delicadas flores, que eram vistas como uma metáfora da própria vida, brilhantes e bonitas mas efêmeras e transitórias. Fala-se que esta é a origem do hanami no Japão.
O costumo foi originalmente limitado à elite da Corte Imperial, mas logo se espalhou pela sociedade samurai e, no período Edo, para o povo em geral. Tokugawa Yoshimune plantou grandes áreas com árvores de cerejeira para encorajar isto. Sob as árvores de sakura, as pessoas comiam e bebiam sake em alegres banquetes.

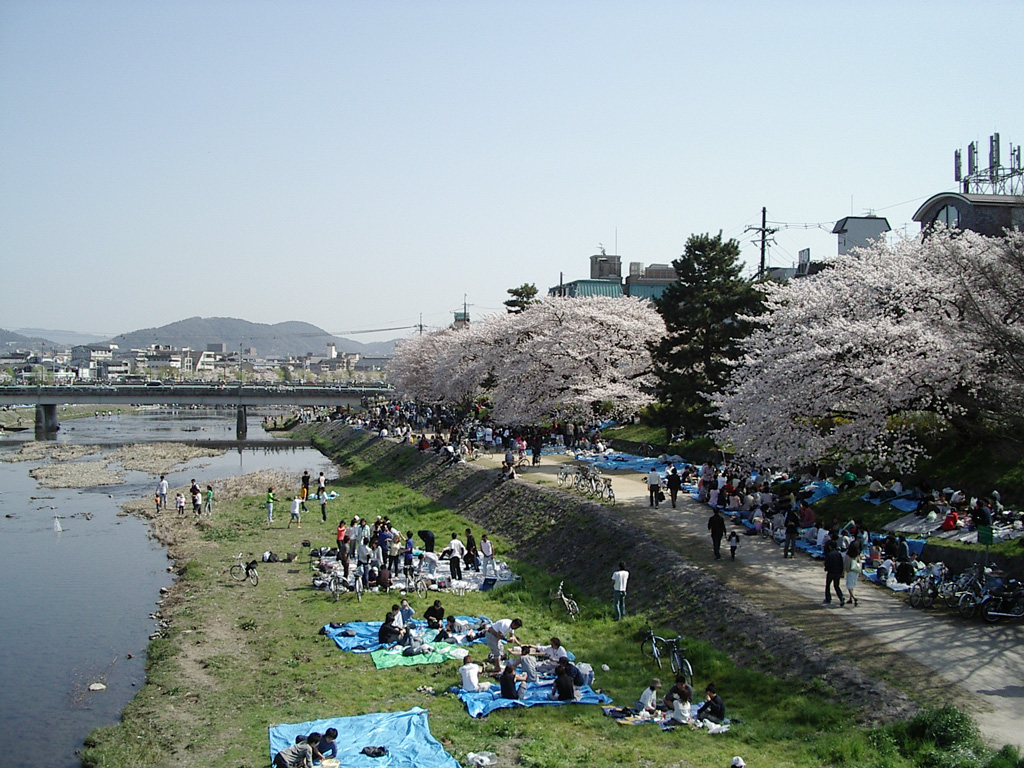
Festas de hanami ao longo do rio Kamo

Hoje, o povo japonês continua a tradição do hanami, reunindo-se um grande número aonde quer que as árvores florescendo estejam. Milhares de pessoas enchem os parques para organizar banquetes sob as árvores florescendo, e às vezes essas festas continuam até tarde da noite. Em mais da metade do Japão, o período de florescimento da cerejeira coincide com o começo do ano letivo e do ano fiscal, e portanto festas de boas-vindas muitas vezes ocorrem com o hanami. O povo japonês continua a tradição do hanami ao tomar parte nos passeios processionais no parque. Esta é uma forma refúgio para contemplar e renovar seus espíritos.
O provérbio bolinhos ao invés de flores (花より団子, hana yori dango) aponta as prioridades reais da maioria dos observadores do hanami, significando que as pessoas estão mais interessadas na comida e bebidas que acompanham a festa do hanami do que observando de verdade as próprias flores.
Os corpos mortos são queimados sob as árvores de cerejeira! é um ditado popular sobre o hanami, após a sentença de abertura da pequena história de 1925, "Sob as Árvores de Cerejeira", de Motojirō Kajii.

Se não houvesse cerejeiras florescendo neste mundo
Quão mais tranquilos seriam nossos corações na primavera.

O Imperador Saga (嵯峨天皇 Saga-tennō) (786-842) do período Heian adotou este costume, e celebrou festava para observar as flores com sake e banquetes sob as árvores de sakura florescendo na Corte Imperial de Kyoto. Dizem que esta é a origem do hanami no Japão. Poemas foram escritos louvando as delicadas flores, que eram vistas como uma metáfora da própria vida: bonitas, mas que duram por pouco tempo. Essa visão "temporária" da vida é muito popular na cultura japonesa e é normalmente considerada como uma admirável forma de existência. Por exemplo, no princípio samurai do fim da vida, quando ainda é bonita e forte, ao invés de lentamente se tornando velha e fraca. Os poetas da era Heian costumavam escrever poemas sobre como as coisas seriam mais fáceis se não houvesse o florescimento do sakura na primavera, pois sua existência nos lembra que a vida é muito curta.

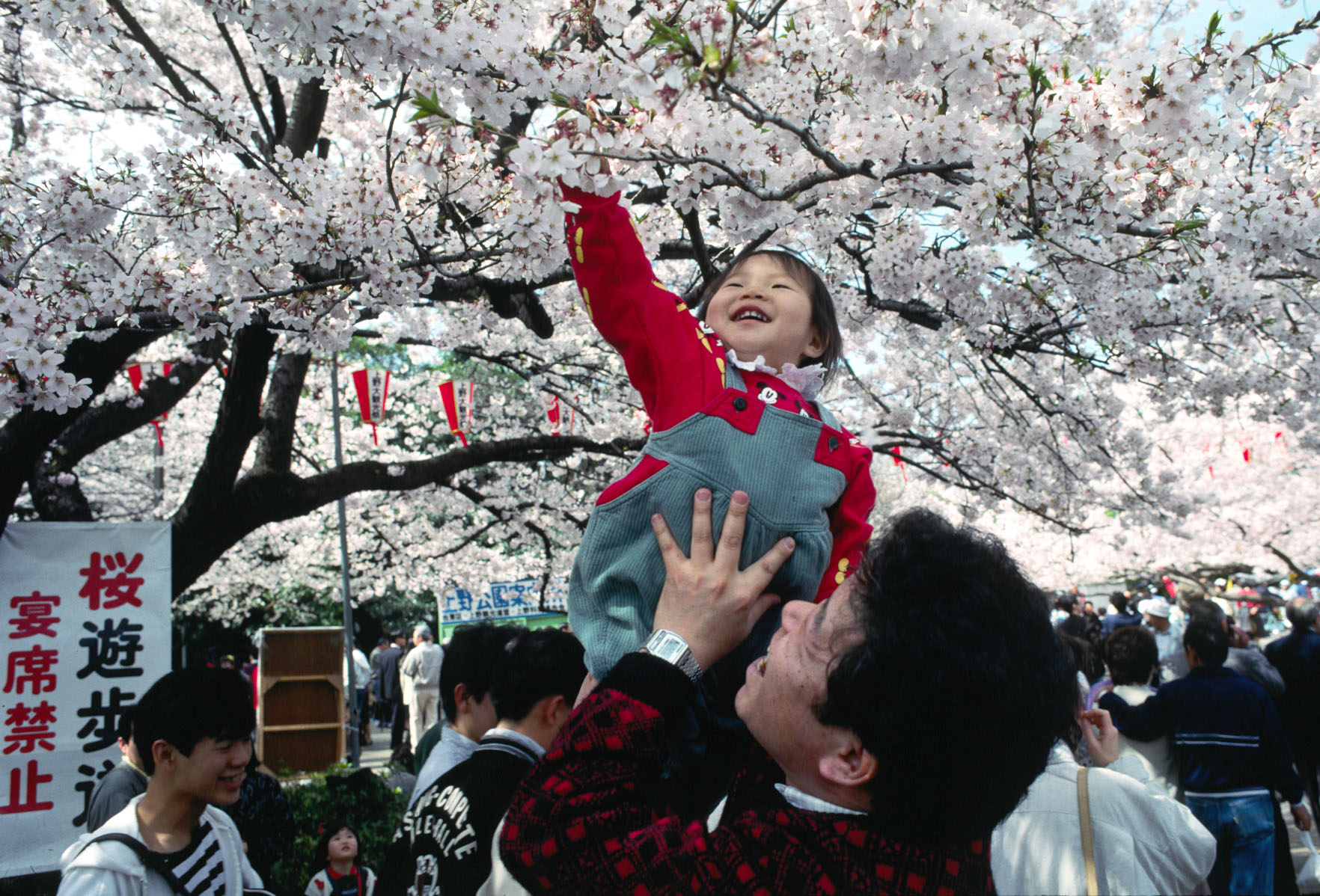
Celebrações de hanami no Parque Ueno, Tokyo

O hanami foi usado como um termo que significava "contemplação do florescimento da cerejeira" pela primeira vez no romance da era Heian Genji Monogatari (capítulo 8, 花宴 Hana no En, "Sob as cerejeiras florescendo"). No começo, o costume foi seguido apenas pela Corte Imperial, mas a nobreza samurai também começou a celebrá-lo durante o Período Azuchi-Momoyama (1568-1600). Nesses anos, Toyotomi Hideyoshi organizou grandes festas de hanami em Yoshino e Daigo-ji, e a festividade tornou-se muito popular por toda a sociedade japonesa. Pouco após, os fazendeiros começaram seu próprio costume de subir montanhas na época da primavera e ter refeições sob as árvores de cerejeira florescendo. Esta prática, chamada de "viagem para a montanha na primavera", combinou-se com o costumo dos nobres para formar a cultura urbana do hanami. No período Edo (1600-1867), todas as pessoas comuns tomaram parte nas celebrações, em parte porque Tokugawa Yoshimune plantou grandes áreas de árvores de cerejeira para encorajar esta prática. Sob as árvores de sakura, as pessoas tinham refeições e bebiam sake em alegres banquetes.

## Atualmente

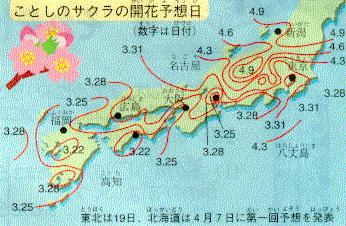
Uma previsão de florescer para o ano de 2006, com as datas previstas de florescer. Os números representam datas (3.22 é 22 de março). Note que a "linha de florescer do sakura" move-se do sul para o norte.

O povo japonês continuar a tradição do hanami, reunindo-se em grandes números de pessoas aonde quer que as árvores florescendo sejam encontradas. Milhares de pessoas enchem os parques para realizar festas sob as árvores florescendo, e algumas vezes essas festas continuam até tarde da noite. Em mais da metade do Japão, os dias de florescer da cerejeira vêm ao mesmo tempo em que as escolas e os escritórios deixam as férias, e, portanto, festas de boas-vindas frequentemente ocorrem com o hanami. Normalmente, as pessoas vão aos parques para guardar os melhores lugares para celebrar o hanami com amigos, família e companheiros de escritório muitas horas ou dias de antecedência. Em cidades como Tóquio, é também comum haver celebrações sob o sakura à noite. O hanami à noite é chamado de yozakura (夜桜, literalmente "sakura noturno"). Em muitos lugares tais como o Parque de Ueno, lanternas de papel são levantadas para o yozakura.
A linha do florescer da cerejeira é prevista todo ano, antigamente pela Agência Meteorológica do Japão, e hoje por agências privadas, e é acompanhada com atenção por aqueles que planejam celebrar o hanami, pois o florescer dura por um curto período de tempo, normalmente não mais do que duas semanas. Os primeiros floresceres ocorrem nas ilhas subtropicais ao sul de Okinawa, enquanto nas ilhas setentrionais de Hokkaido, elas florescem muito mais tarde. Na maior parte das grandes cidades como Tóquio, Quioto e Osaka, a época do florescer da cerejeira normalmente ocorre por volta do fum de março e começo de abril. Os canais de televisão e os jornais acompanham de perto essa "linha do florescer da cerejeita", na medida em que ela se move lentamente do sul para o norte.
As celebrações do hanami normalmente envolvem muita comida, bebida e música. Alguns pratos especiais são preparados e comidos na ocasião, como o dango e o bentô, sendo que é comum beber sake como parte da festividade. O provérbio "bolinhos em vez de flores" (花より団子 hana yori dango) faz graça das pessoas que preferem comer e beber ao invés de admirar o sakura. "Corpos mortos são queimados sob as árvores de sakura!" (桜の樹の下には屍体が埋まっている！ Sakura no ki no shita ni wa shitai ga umatte iru!) é um provérbio popular sobre o hanami, que aparece logo após a primeira da história de 1925 "Sob as árvores de sakura", por Motojirō Kajii.